# 花园大道国家公园
花园大道国家公园是南非花园大道地区的国家公园。在合并了齐齐卡马国家公园和荒野国家公园，克尼斯纳国家湖区和各类其他国有土地后，于2009年3月6日成立。公园站地面积为1,210km²。其中，685km²为公园前身所占面积。公园涵盖了一片延绵不绝约605km²的天然林。

## 同见
- 齐齐卡马国家公园(Tsitsikamma National Park)

- 荒野国家公园（Wilderness National Park）

- 克尼斯纳国家湖区（Knysna National Lake Area）

## 延伸阅读
- Garden Route National Park （页面存档备份，存于）

- - Proposed new Garden Route National Park （页面存档备份，存于）

- Tsitsikamma National Park （页面存档备份，存于）

- Wilderness National Park （页面存档备份，存于）

- Knysna National Lake Area （页面存档备份，存于）